# 58364 Feierberg
58364 Feierberg este un asteroid din centura principală de asteroizi.

## Descriere
58364 Feierberg este un asteroid din centura principală de asteroizi. A fost descoperit pe 25 iunie 1995 la Kitt Peak National Observatory, în cadrul proiectului Spacewatch. Asteroidul prezintă o orbită caracterizată de o semiaxă mare de 2,59 ua, o excentricitate de 0,14 și o înclinație de 7,7° în raport cu ecliptica.